# Max Haushofer

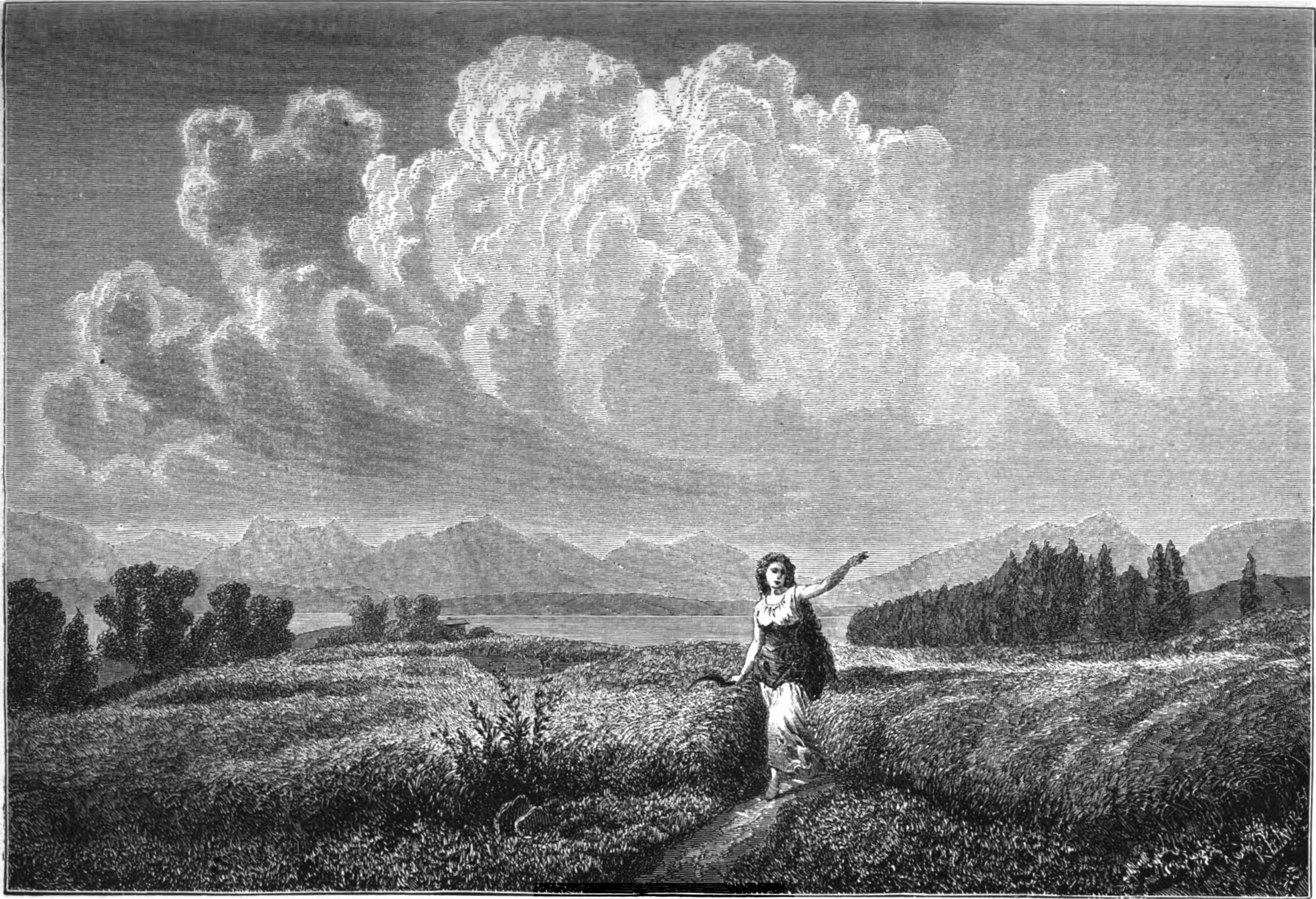
„Roggentrud“, Gemälde von Max Haushofer.

Maximilian Joseph Haushofer (* 12. September 1811 in Nymphenburg bei München; † 24. August 1866 in Starnberg) war ein deutscher Landschaftsmaler und Professor für Landschaftsmalerei an der Prager Kunstakademie.

## Leben
Er wurde als Sohn eines Hauslehrers am Hof des Bayernkönigs Maximilian I. Joseph, der auch seine Patenschaft übernahm, geboren. Zunächst studierte er auf Wunsch seines Vaters Jurisprudenz, was aber durchaus nicht seinen Neigungen entsprach. Schon früh wandte er sich der Malerei zu. 1828 zog es ihn zusammen mit einigen Freunden an den Chiemsee, wo er sich autodidaktisch im Zeichnen vor der Natur übte. Dort schuf er sich durch seine Ehe mit Anna Dumbser, Tochter des Frauenchiemseer Inselwirtes Daniel Dumbser, eine vorübergehende Heimat. Die Landschaftsklasse an der Münchner Kunstakademie wurde 1828 aufgelöst. Wer trotzdem Landschaftsmaler werden wollte, musste sich einen Lehrmeister suchen. Unterricht nahm er für kurze Zeit bei Joseph Anton Sedlmayr (1797–1863) und später bei dem Maler Carl Friedrich Heinzmann (1795–1846). 1832 entdeckte Haushofer die Landschaft am Königssee und 1835 den Starnberger See für seine Landschaftsmotive. In den Jahren 1836 und 1837 bereiste er Italien, um seinen künstlerischen Horizont zu erweitern.
Seine Arbeiten wurden das erste Mal 1833 im Münchner Kunstverein der Öffentlichkeit gezeigt und 1843 hatte er seine erste Ausstellung in Prag.
Sein Schwager, der Kunstprofessor Christian Ruben (verheiratet mit Anna Dumbsers Schwester), der an der Akademie Prag Rektor war und dort die Klasse für Historienmalerei leitete, schlug ihn für die Klasse der Landschaftsmalerei als Lehrer vor, die er von 1845 bis 1866 zwanzig Jahre lang betreute. Er unterrichtete seine Schüler im Geist der zeitgenössischen Malerei – mit besonderem Augenmerk auf die Pleinairmalerei – das Malen vor der Natur. Seine Schüler begleiteten ihn regelmäßig bei Ferienexkursionen in die Malerkolonie Frauenchiemsee, als deren Initiator er gilt und die zwei Jahre vor der Schule von Barbizon gegründet wurde.
Es heißt, dass alle böhmischen Landschaftsmaler, die in dieser Zeit ausgebildet wurden, zu seinen Schülern gehört haben, so auch der hochbegabte Adolf Kosárek und 1852/1853 Julius Mařák, der von 1887 bis 1899 die Landschaftsklasse von Max Haushofer wieder mit Leben erfüllte, nachdem sie 1866 geschlossen worden war.
1849 bewarb sich Max Haushofer vergeblich um eine Professur an der Münchner Kunstakademie. Wenige Monate vor seinem Tod kehrte er in seine bayerische Heimat zurück.
Seit 1829 war er Mitglied des Corps Bavaria München. Sein Vetter Wilhelm Boshart war ebenfalls Landschaftsmaler mit dem Schwerpunkt Chiemsee.
Max Haushofer starb 1866 im Alter von 54 Jahren in Starnberg.

## Grabstätte

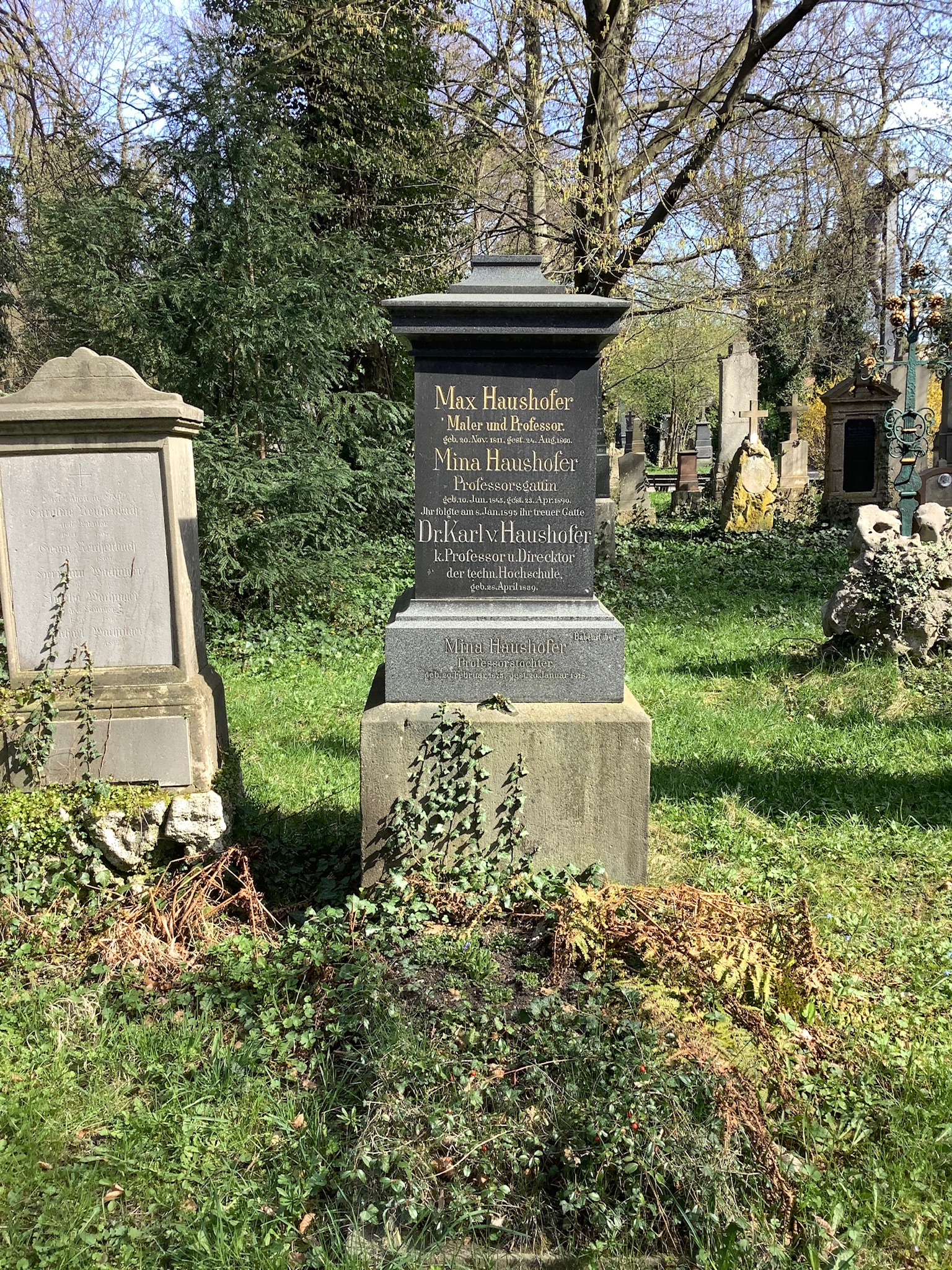
Grab von Max Haushofer auf dem Alten Südlichen Friedhof in München

Die Grabstätte von Max Haushofer befindet sich auf dem Alten Südlichen Friedhof in München (Gräberfeld 33 – Reihe 13 – Platz 10) Standort. In dem Grab liegen gemäß Grabbuch und Grabplatten-Beschriftung auch sein Sohn, der Mineraloge Karl Haushofer, dessen Frau Mina Haushofer (* 10. Juni 1845; † 23. April 1890) sowie dessen Tochter Mina Haushofer (* 20. Februar 1875; † 20. Januar 1918).

## Familie
Aus der Ehe Max Haushofers mit Anna Dumbser gingen der Mineraloge Karl Haushofer (1839–1895) und der ein Jahr jüngere Nationalökonom und Schriftsteller Max Haushofer Jr. (1840–1907) hervor.

Dessen Sohn wiederum – also Max Haushofer Seniors Enkel – war der Geopolitiker Karl Haushofer (1869–1946).

Karl Haushofers Söhne waren Albrecht Haushofer (1903–1945); wegen Beteiligung am Attentat vom 20. Juli 1944 von der SS ermordet und Heinz Haushofer (1906–1988).

## Werke (Auswahl)

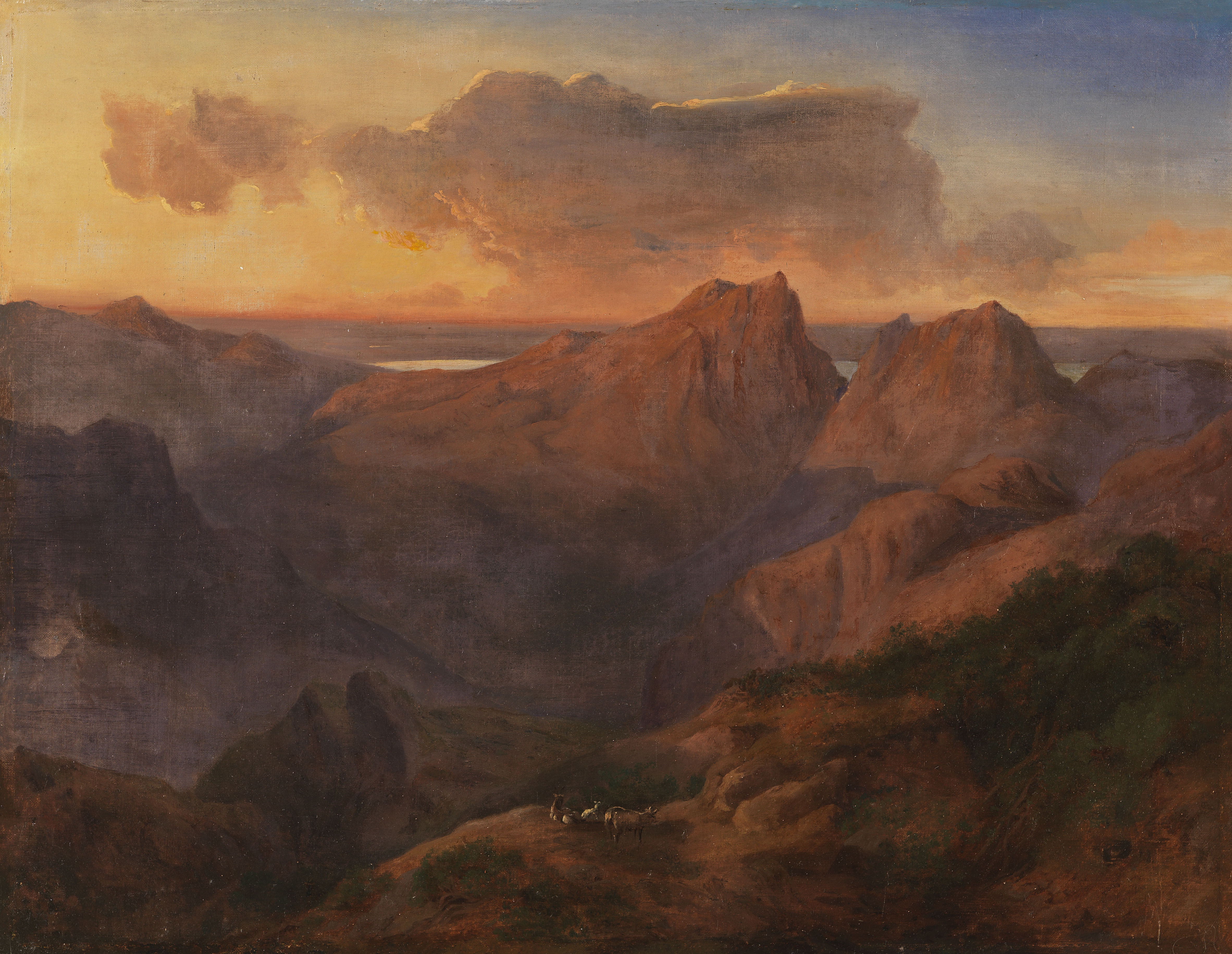
Chiemseelandschaft, 1830
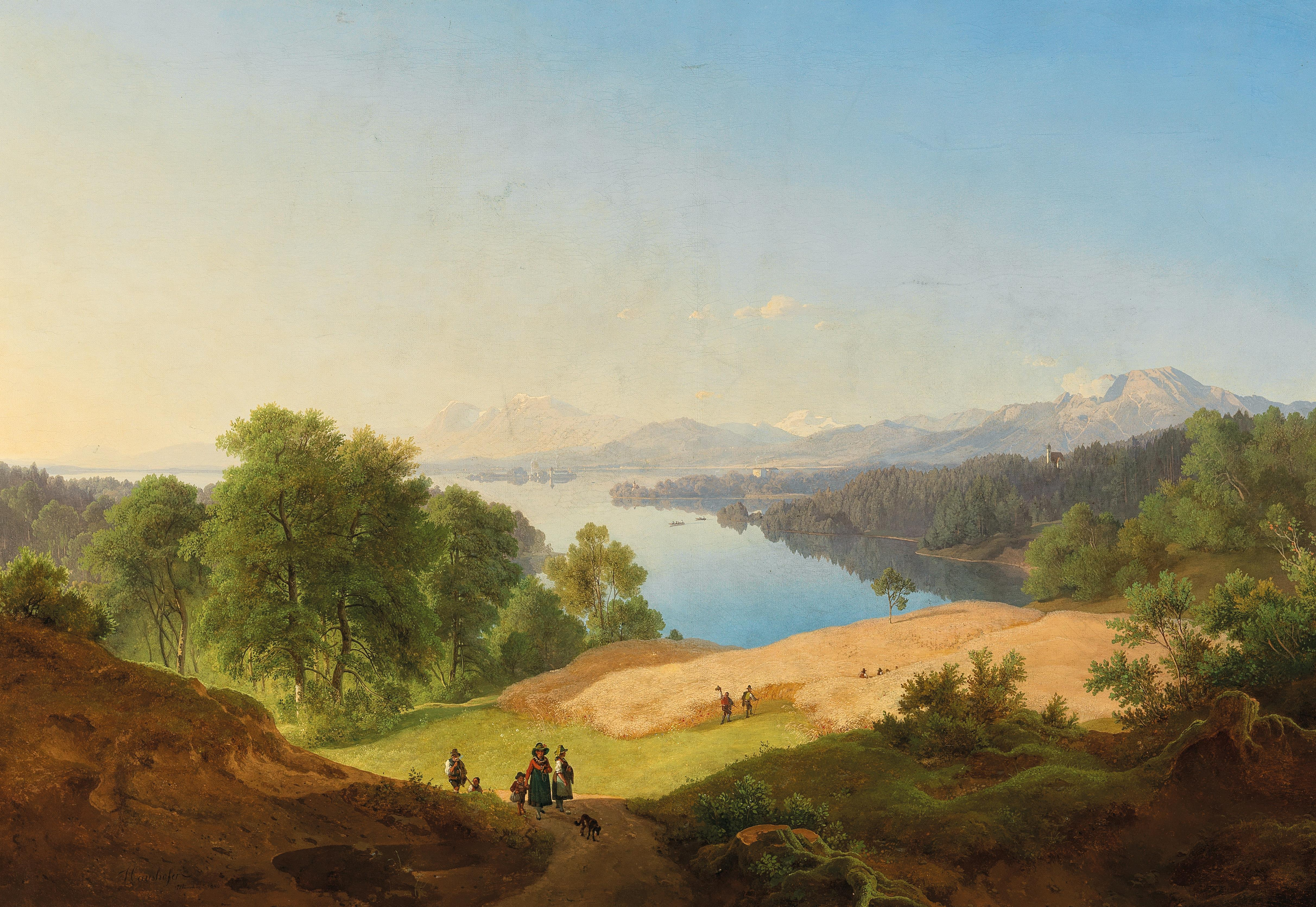
Partie am Starnberger See, 1840
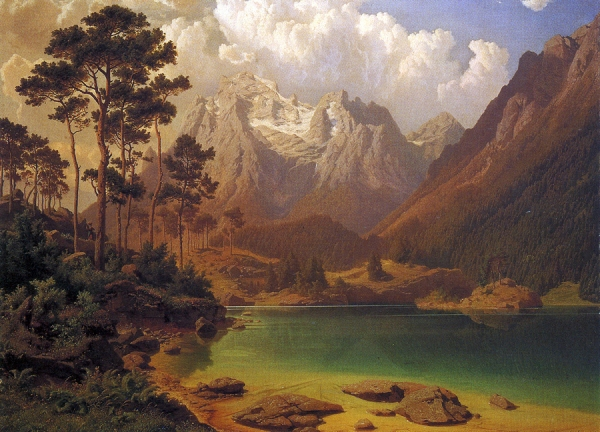
Weissensee, 1863
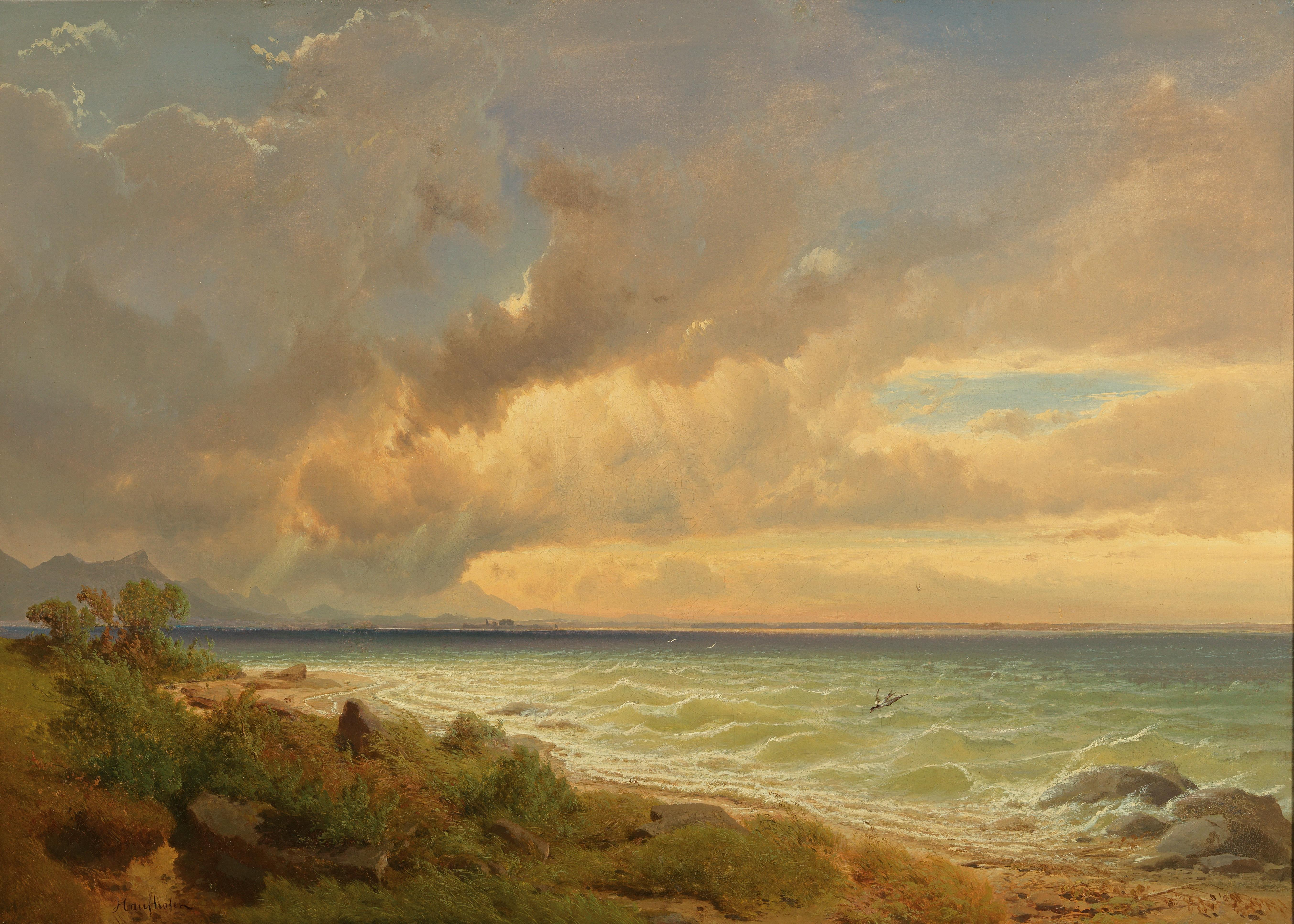
Der Chiemsee von Osten, 1866